# Pavel Pelc
Pavel Pelc (29. července 1949 – 22. července 2021 Brno) byl český hudebník, baskytarista, zpěvák, skladatel a podnikatel. Hrál v brněnských rockových skupinách Speakers, Progres 2 a Futurum.

## Biografie
Pavel Pelc začínal svoji hudební kariéru v roce 1965 ve vokální skupině Singings. Ve druhé polovině 60. let byl členem a lídrem kapely Speakers, se kterou vydal dva singly. Na počátku 70. let ale ze Speakers (pozdější název Junior) odešel a stal členem Skupiny Jana Sochora, která doprovázela folkového zpěváka Boba Frídla. Zde se setkal s kytaristou Pavlem Váněm, klávesistou Janem Sochorem a bubeníkem Zdeňkem Klukou, kteří společně s Pelcem v roce 1977 natočili pod hlavičkou kapely Barnodaj album Mauglí. De facto tak byla obnovena skupina The Progress Organization, jedinou změnou byl Pavel Pelc, který nahradil na postu baskytaristy Emanuela Sideridise, jenž se v první polovině 70. let odstěhoval do Řecka.
Již v době nahrávání Mauglího ale koncertovala skupina Progres 2 (zůstali Váně, Kluka a Pelc, novými hudebníky se stali klávesista Karel Horký a kytarista Miloš Morávek), která chystala rozsáhlé audiovizuální představení – rockovou operu Dialog s vesmírem (premiéra 1978). Pavel Pelc se společně se Zdeňkem Klukou stal jádrem skupiny, která v následujících letech poměrně často měnila obsazení. Následovala další alba a další koncertní tematické programy (Třetí kniha džunglí, Mozek a Změna!), po vydání desky Změna! (1988) se ale skupina Progres 2 transformovala do formace s názvem Progres-Pokrok, ve které už Pavel Pelc nefiguroval. Ten se tentýž rok stal členem jiné brněnské skupiny, Futurum, kterou v první polovině 80. let založili bývalí členové Progres 2 Miloš Morávek a Roman Dragoun. Pelc zde vystřídal Lubomíra Eremiáše. Kapela chystala třetí album, brzy ale odešli lídr kapely Dragoun s bubeníkem Janem Seidlem a Futurum se v roce 1989 rozpadlo.
Pavel Pelc se po sametové revoluci pustil do podnikání v oblasti stavebnictví, po rozvoji internetu založil také vlastní server s databází restaurací v Česku. V roce 1992 byla skupina Progres 2 obnovena a začala koncertovat, Pavel Pelc v ní nadále figuroval na postu baskytaristy. V roce 2018 vydali Progres 2 album Tulák po hvězdách.
Roku 2008 krátce působil ve znovuobnovené skupině Bronz. V roce 2009 hostoval Pavel Pelc na dvojkoncertě v Brně při příležitosti 25. výročí založení skupiny Futurum.
Zemřel dne 22. července 2021 ve věku 71 let v Brně.

## Diskografie

### Se Speakers
- 1970 – „Mlha se ztrácí“ (singl)
- 1970 – „Atlantida“ (singl)

### S Progres 2
- 1978 – „Prám z trámů“ (singl)
- 1978 – Mauglí (album)
- 1978 – „Roentgen 19'30“ (singl)
- 1980 – „Píseň o jablku“ (singl)
- 1980 – Dialog s vesmírem (EP)
- 1980 – Dialog s vesmírem (album)
- 1981 – „Člověk stroj“ (singl)
- 1982 – „Muž, který se podobá odvrácené straně Měsíce“ (singl)
- 1982 – Třetí kniha džunglí (album)
- 1983 – The Third Book of Jungle (album)
- 1983 – „Nech je být“ (singl)
- 1984 – „Kdo je tam?“ (singl)
- 1984 – Mozek (album)
- 1985 – „Máš svůj den“ (singl)
- 1986 – „Už nemluví“ (singl)
- 1988 – Změna! (album)
- 1993 – Dialog s vesmírem /live/ (živé album nahrané v roce 1978)
- 2008 – Progres Story 1968–2008 (živé album z roku 2008)
- 2008 – Progres Story 1968–2008 (živé DVD z roku 2008)
- 2016 – Live (živé album a DVD nahrané v roce 2008)
- 2018 – Tulák po hvězdách (album)

### S Futurem
- 2009 – 25. narozeniny (koncertní album)
- 2009 – 25. narozeniny (živé DVD z roku 2009)